# Міядзакі Мікіко
Мікіко Міядзакі (яп. 宮崎未樹子; нар. 10 серпня 1967, префектура Аоморі) — японська борчиня вільного стилю, чемпіонка, срібна та бронзова призерка чемпіонатів світу, чемпіонка Азії.

## Життєпис
Боротьбою почала займатися з 1993 року.
Виступала за спортивний клуб «Sumitomo Marine». Тренери — Кадзухіто Сакае, Осаму Йосімото.
Вона спочатку зайсалась дзюдо і посіла третє місце на Всеяпонському чемпіонаті з цього виду спорту та прагнула взяти участь в Олімпійських іграх у Барселоні. Після завершення кар'єри дзюдоїстки Міядзакі випадково відкрила для себе боротьбу та вирішила присвятити себе їй.
Навички бойових мистецтв, які вона розвинула завдяки дзюдо, також знайшли своє застосування в боротьбі, і в 1993 році їй надали можливість змагатися на чемпіонаті світу у ваговій категорії до 75 кг, що на дві вагові категорії вище за її звичайну вагу, де Міядзакі продемонструвла свою силу, вигравши срібну медаль.
У 1994 році вона посіла третє місце у ваговій категорії до 70 кг на чемпіонаті світу. У 1995 році Міядзакі опустилася до вагової категорії 61 кг і стала чемпіонкою світу у 1996 році.
У 1998 році вона пропустив чемпіонат Японії, після чого завершила активну змагальну діяльність.
Після завершення спортивної кар'єри працює консультанткою клубу дзюдо у середній школі при молодшому коледжі Уцуномії. Має 5-й дан з дзюдо Кодокан для жінок.

## Основні досягнення у дзюдо
- 1989 Кубок Імператриці, Всеяпонський чемпіонат з дзюдо серед жінок, 5-е місце
- 1991 Чемпіонат з дзюдо серед жінок у вибраних вагових категоріях, 66 кг, 3-є місце
- 1992 Чемпіонат з дзюдо серед жінок у вибраних вагових категоріях, 61 кг, 3-є місце

## Результпти на чемпіонатах Японії з боротьби
- 1993 — 3-тє місце у ваговій категорії до 61 кг
- 1994 — чемпіонка у ваговій категорії до 70 кг
- 1995 — чемпіонка у ваговій категорії до 61 кг
- 1996 — чемпіонка у ваговій категорії до 61 кг
- 1997 — чемпіонка у ваговій категорії до 62 кг
- 1998 — 3-тє місце у ваговій категорії до 62 кг

## Спортивні результати на міжнародних змаганнях

### Виступи на Чемпіонатах світу
| Змагання                        | Збірна | Вагова категорія          | Місце  |
| ------------------------------- | ------ | ------------------------- | ------ |
| Чемпіонат світу з боротьби 1993 | Японія | жіноча боротьба, до 75 кг | Срібло |
| Чемпіонат світу з боротьби 1994 | Японія | жіноча боротьба, до 70 кг | Бронза |
| Чемпіонат світу з боротьби 1995 | Японія | жіноча боротьба, до 61 кг | 9      |
| Чемпіонат світу з боротьби 1996 | Японія | жіноча боротьба, до 61 кг | Золото |
| Чемпіонат світу з боротьби 1997 | Японія | жіноча боротьба, до 62 кг | 7      |

### Виступи на Чемпіонатах Азії
| Змагання                       | Збірна | Вагова категорія          | Місце  |
| ------------------------------ | ------ | ------------------------- | ------ |
| Чемпіонат Азії з боротьби 1996 | Японія | жіноча боротьба, до 61 кг | Золото |